# Paradise City
"Paradise City" é uma canção que foi um dos singles de Appetite for Destruction, primeiro álbum de estúdio da banda Guns N' Roses, lançado em 1987.
Slash contou que "Paradise City" foi composta na traseira de uma van alugada, quando voltavam de um show em São Francisco com a banda Rock N Riders. Segundo Slash, eles iam bebendo e tocando violão, quando ele começou a tocar o que se tornaria a introdução. Duff McKagan e Izzy Stradlin começaram a acompanhá-lo, e Slash começou a murmurar uma melodia quando Axl Rose cantou "take me down to the paradise city" (levem-me para a cidade paraíso). Slash cantou em seguida, rimando com o verso "where the grass is green and the girls are pretty" (onde a grama é verde e as garotas são bonitas). Axl cantou o primeiro verso de novo, e Slash rimou novamente com "where the girls are fat and they've got big titties" (onde as garotas são gordas e têm peitões). Axl então finalizou com "take me home!" (me levem de volta pra casa!). Slash preferiu seu segundo verso, mas o resto da banda preferiu o primeiro. A banda então continuou expandindo os versos da música, cada um cantando um verso. No final, Slash juntou tudo com o riff principal da música.
Alguns acham que a letra de Paradise City é sobre Los Angeles e toda a sua corrupção da época. Já outros, presumem que Axl e Izzy falavam sobre a cidade de Lafayette (Indiana) na música. Rose, em entrevista para a revista Hit Parader, declarou que os versos são mais sobre estar na selva, e o coro sobre estar voltando para Midwest, ou qualquer outro lugar.
Foi essa música que fechou a maioria dos shows das turnês Use Your Illusion e Chinese Democracy. Ficou no 3º lugar da lista dos maiores solo de guitarras de todos os tempos pela revista Total Guitar, e ganhou vários prêmios similares ao longo dos anos. Além de tudo, ainda ficou na 453º posição na lista dos 500 maiores sons de todos os tempos da revista Rolling Stone.
Metade do vídeoclip de Paradise City foi filmado no Giants Stadium em Nova Jersey, quando estavam em turnê com o Aerosmith, e em outra metade, os membros da banda são vistos a bordo do jato Concorde, indo para a Inglaterra onde seria realizado o festival Monsters of Rock. Lá aconteceu o trágico acidente em que dois fãs morreram pisoteados. O Guns N' Roses decidiu colocar partes desse concerto no clipe, em sinal de respeito e luto às pessoas que morreram no local. Duff McKagan pode ser visto com uma camiseta do Aerosmith na filmagem.

## Créditos
- Axl Rose - vocais, sintetizador, apito
- Slash - guitarra solo
- Izzy Stradlin - guitarra rítmica, backing vocals, percussão
- Duff McKagan - baixo, backing vocals
- Steven Adler - bateria